# Джеймс, Стив (футболист)
Сти́вен Ро́берт Джеймс (англ. Steven Robert James; 29 ноября 1949, Косли), также известный как Стив Джеймс (англ. Steve James) — английский футболист, выступавший на позиции центрального защитника.

## Карьера
Джеймс начал карьеру в молодёжной команде «Манчестер Юнайтед» в 1965 году. Дебютировал в основном составе «Юнайтед» 12 октября 1968 года в матче против «Ливерпуля». Провёл за «Юнайтед» 161 матч и забил 4 гола.
В январе 1976 года перешёл в «Йорк Сити». В том же месяце он дебютировал за свой новый клуб в матче против «Вест Бромвич Альбион». Весь сезон 1978/79 он пропустил из-за травмы. Всего сыграл за «Йорк» 119 матчей и забил 2 гола. В мае 1980 года перешёл в клуб «Киддерминстер Харриерс».
В 1968 году он сыграл за сборную Англии до 18 лет.
По состоянию на июнь 2012 года он работал в супермаркете Waitrose. В январе 2012 года его золотая чемпионская медаль победителя Второго дивизиона 1974/75 была найдена в шкафу начальной школы Билдваса неподалёку от Телфорда. Вероятно, она была украдена из дома его родителей в 1980-е годы.

## Достижения
- Чемпион Второго дивизиона Футбольной лиги: 1974/75